# Amine Adli
Amine Adli (em árabe: أمين عدلي; Béziers, 10 de maio de 2000) é um futebolista franco-marroquino que atua como meio-campista e atacante. Atualmente joga pelo Bayer Leverkusen.

## Carreira

### Tolouse

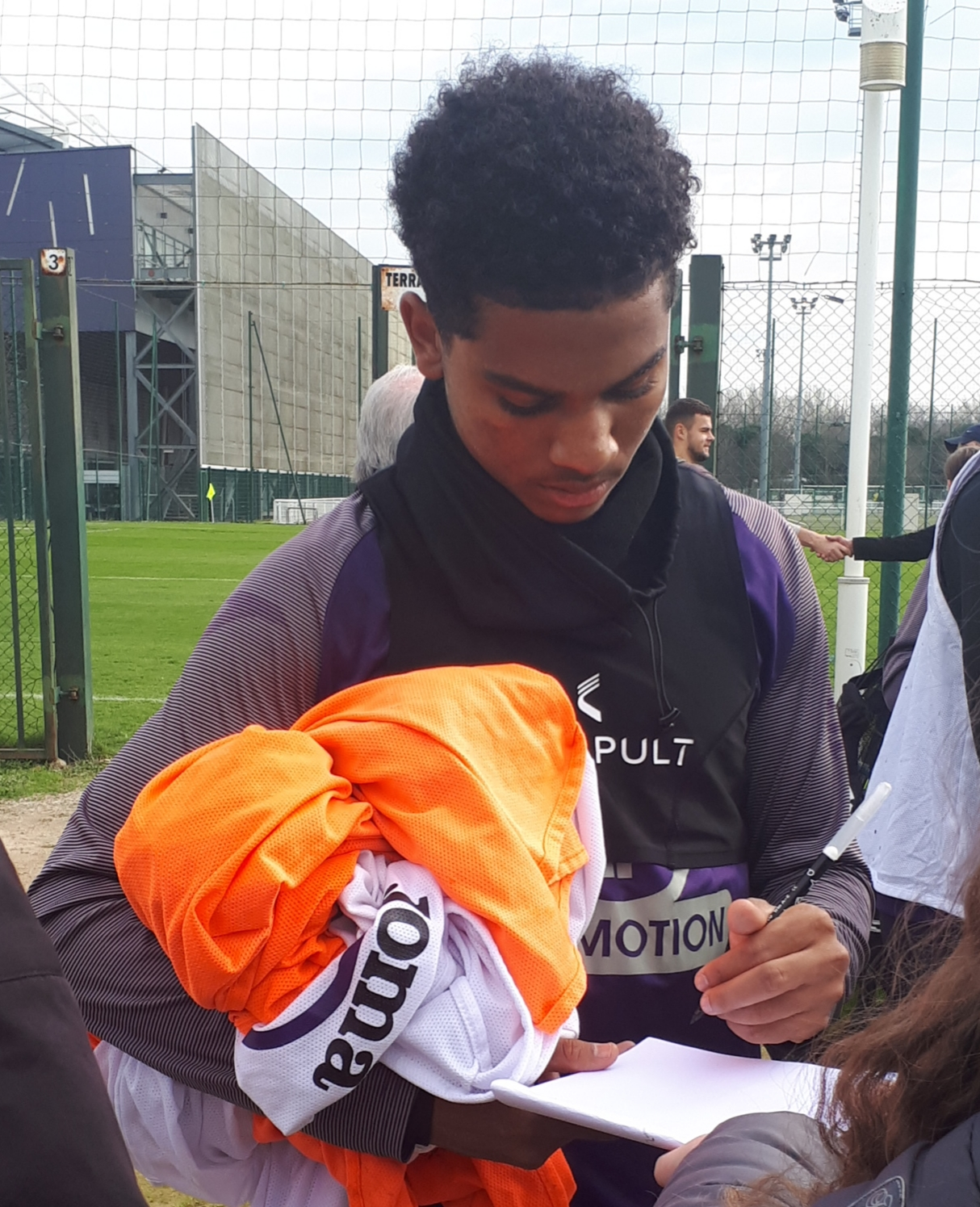
Adli em 2020 quando atuava pelo Toulouse

Adli nasceu na comuna de Béziers, no departamento de Hérault, na região da Occitânia, mas cresceu em Pézenas. Aos sete anos inciou sua trajetória no Pézenas Tourbes, seguindo os passos de seu pai que fora um futebolista, mas amador. Após um tempo, ingressou no AS Béziers e após três anos migrou para as categorias de base do Tolouse em 2015.
Assinou seu primeiro contrato profissional em outubro de 2018. Pelo Sub-19 Violeta, integrou o elenco vice-campeão da Copa Gambardella e convivendo com consecutivas lesões, disputou apenas quatro partidas em 2019–20 pelo profissonal e o Toulouse acabou rebaixado à Ligue 2.
Na temporada 2020–21, Amine Adli foi eleito o melhor jogador e selecionado para o time da Ligue 2, com oito gols e sete assistências em 33 partidas na competição.
Com contrato até 2022, Adli acabou sendo afastado pelo então presidente do clube Damien Comolli em agosto de 2021 após recusar-se a renovar seu vínculo e por recusar ofertas de transferências do clube francês Troyes e o alemão Wolfsburg, o que dificultou na recuperação de sua indenização. Ao todo, foram 43 partidas, oito gols e oito assistências.

### Bayer Leverkusen

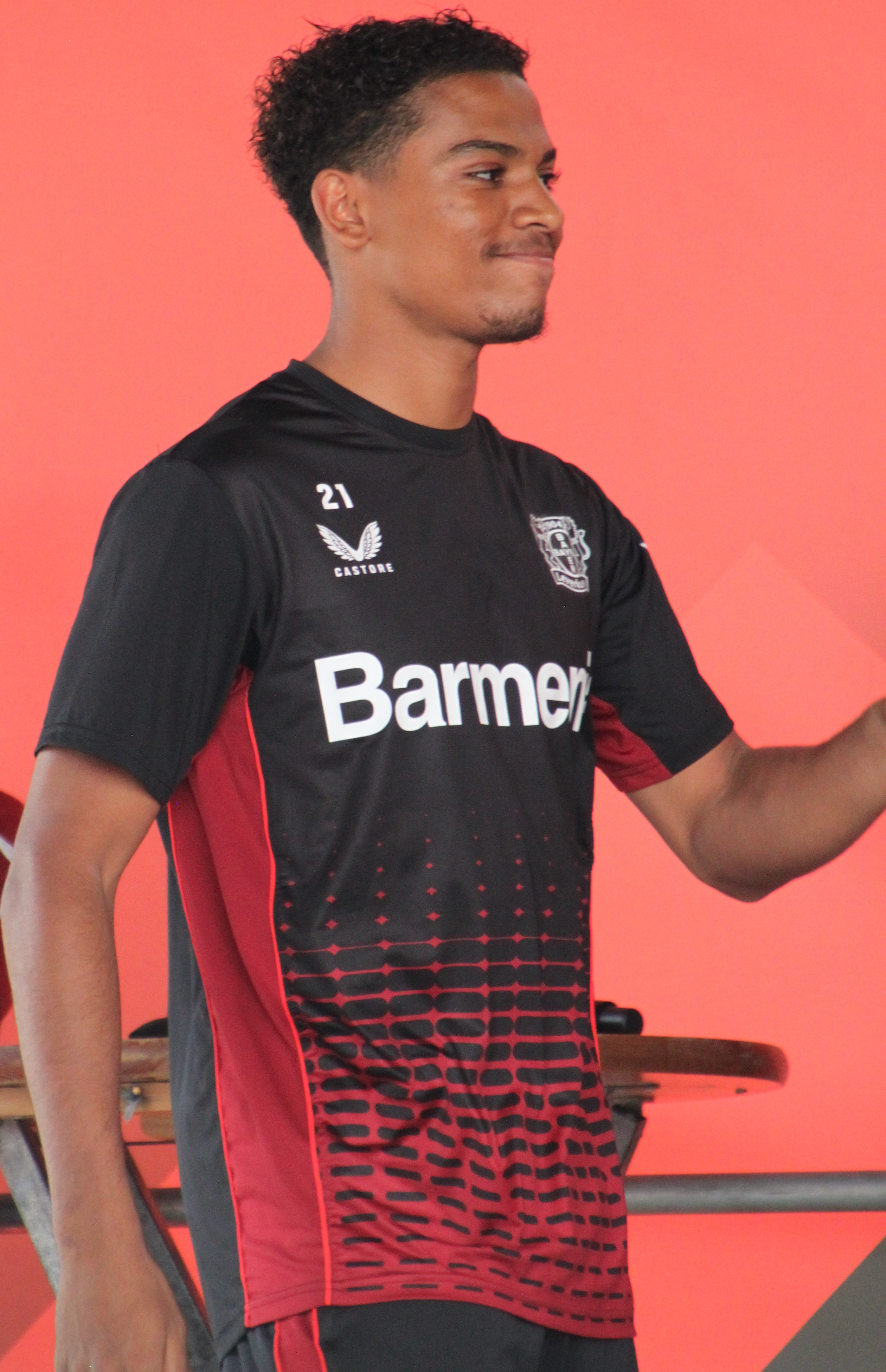
Adli em 2022 pelo Bayer Leverkusen

Em 26 de agosto de 2021, Adli foi anunciado como novo reforço do clube alemão Bayer Leverkusen. Assinou contrato por cinco temporadas e escolheu a camisa 31 para utilizar. O valor da transferência não foi divulgado, mas a imprensa alemã especulou 15 milhões de euros, o que tornaria-o transferência mais cara de um jogador da Ligue 2. Dois dias depois fez sua estreia, na vitória de 4–1 sobre o Augsburg na 3ª rodada da Bundesliga de 2021–22, entrando no decorrer do jogo.
Fez seu 100º jogo pelo clube alemão em 15 de março de 2024, na vitória de virada por 3–2 sobre o Qarabağ na partida de volta das oitavas da Liga Europa.

## Seleção Nacional

### França

#### Sub-18 e Sub-21
Convocado para o Sub-18, que jogou entre 2017 e 2018, foram cinco partidas disputadas.
Convocado para algumas rodadas da Euro Sub-21 de 2023, Amine fez sua estreia pela categoria em 8 de outubro de 2021, na vitória de 5–0 sobre a Ucrânia, onde fez um dos gols. Em 31 de maio de 2023, integrou os 23 convocados para o Campeonato Europeu Sub-21.

### Marrocos

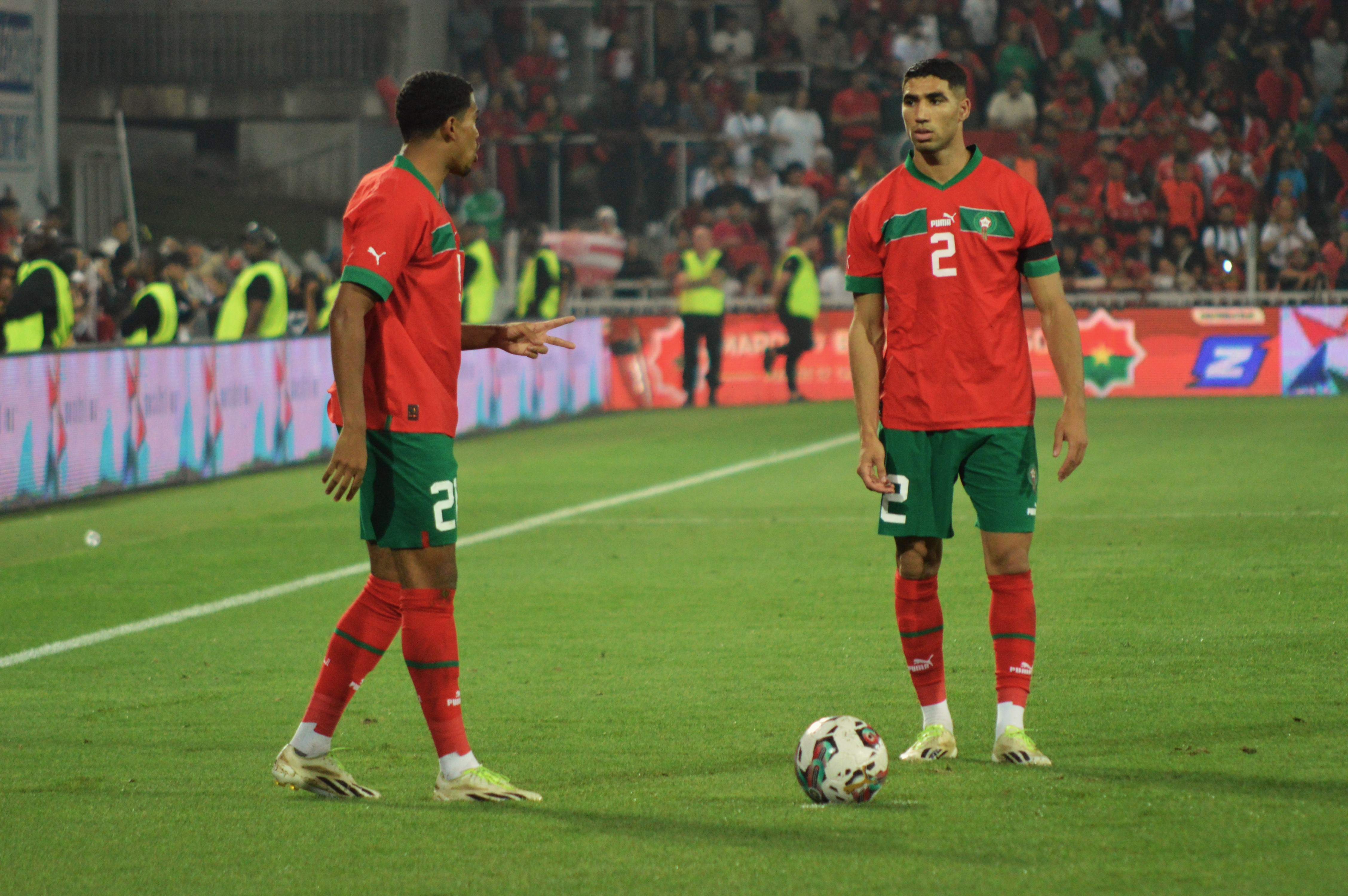
Amine Adli e Achraf Hakimi no amistoso contra Burkina Faso em 2023

Elegível tanto para defender a França como o Marrocos, Amine Adli decidiu defender a Seleção Marroquina e em 30 de agosto de 2023, foi convocado pela primeira vez por Walid Regragui para dois amistosos contra a Libéria e Burkina Faso em 9 e 12 de setembro, respectivamente.
Fez sua estreia contra a Burkina Faso e concedeu a assistência para Azzedine Ounahi fazer o gol da vitória por 1–0. O amistoso contra Libéria não ocorreu devido a terremoto ocorrido no país que vitimou 800 pessoas.
Convocado para duas rodadas eliminatórias para a Copa Africana contra Costa do Marfim e o jogo atrasado contra a Libéria, fez seu primeiro gol por Marrocos na vitória por 3–0 sobre a Seleção Liberiana em 18 de outubro de 2023.
Em 28 de dezembro de 2023, foi um dos 28 convocados para representar Marrocos na Copa das Nações Africanas, na Costa do Marfim. Apesar do falecimento de sua mãe durante o início da competição, Adli, que tinha a opção de deixar a equipe, optou por retornar e disputar a competição. Na partida seguinte contra Tanzânia, deu uma assistência para o segundo gol da vitória por 3–0 após entrar no decorrer da partida.

## Vida pessoal
Nascido na França, Adli tem ascendência marroquina por parte de seus pais, imigrantes vindos da cidade de Meknes ao país europeu na década de 1990. Seu pai, era vinicultor e atuou no futebol amador; sua mãe trabalhou como governanta.
Enquanto estava com a delegação marroquina concentrado para a disputa do CAN em 2024, Adli foi informado que sua mãe havia falecido em 6 de janeiro de 2024 e deixou a equipe para comparecer ao seu funeral.

## Títulos
Bayer Leverkusen
- Bundesliga: 2023–24
- Copa da Alemanha: 2023–24
- Supercopa da Alemanha: 2024

### Prêmios individuais
- Melhor jogador da Ligue 2 de 2020–21
- Seleção da Ligue 2 de 2020–21

### Artilharias
- Copa da Alemanha de 2023–24: (5 gols)